# Jef Geys
Jef Geys est un artiste conceptuel belge néerlandophone né le 29 mai 1934 à Bourg-Léopold (province de Limbourg) et mort le 12 février 2018 à Genk (province de Limbourg), après avoir vécu et travaillé à Balen (province d'Anvers).

## Biographie
Considéré comme un des artistes belges les plus importants de sa génération, Jef Geys produit une œuvre singulière et complexe, conduite comme un vaste projet évolutif. Son travail consiste en une remise en question des pratiques souveraines de l'art en décloisonnant les sphères de l'intime et du collectif.
Jef Geys conçoit son œuvre selon les principes d'égalité et d'équivalence (entre art et non-art, entre culture dite « haute » et production plus populaires ou triviales). Archiviste méticuleux de sa vie et de sa pratique artistique, par son œuvre, il tente d'unir l'art à la vie quotidienne. Ainsi, dans les années 1960, il plante des choux de Bruxelles qu'il recouvre d'objets personnels et de cendre de lettres brûlées. En 1970, convié à une exposition au musée royal des Beaux-Arts d'Anvers, il propose le dynamitage de celui-ci, considérant que le musée est une prison pour l'artiste. Il arrête alors toute production artistique qu'il estime vide de sens et reprend ses activités en 1979.
À partir de 1971, le journal campinois Kempens Informatieblad accompagne toutes ses expositions, le travail artistique se mêlant ainsi au récit autobiographique. Dans ce journal, il compile idées, conversations et photographies en lien direct avec le lieu dans lequel il est invité à exposer.
Jef Geys a représenté la Belgique à la biennale de Venise en 2009.

## Prix
- Prix de la Culture flamande pour les arts visuels (2000)
- Prix des Arts visuels de la province d'Anvers (2008)

## Expositions
- Chambre d'Amis, Gand (1986)
- Biennale de São Paulo (1991)
- Skulptur Projekte, Münster (1997)[2]
- Middelheim, Anvers (1999)
- Kunstverein, Munich (2001)
- documenta 11, Cassel (2002)
- van Abbemuseum, Eindhoven, Rétrospective (2004-5)[3]
- Institut d’art contemporain, Villeurbanne (2007)
- Biennale de Venise - Belgisch vertegenwoordiger (2009), Quadra Medicinale[4],[5]
- Museum of Contemporary Art (MOCAD), Détroit, États-Unis, (2010), Woodward Avenue
- MuHKA, Anvers, 2011, Martin Douven - Leopoldsburg - Jef Geys[6]
- Martin Douven - Leopoldsburg - Jef Geys, MuHKA, Anvers (2011)
- As sombras de Lisboa, Culturgest, Lisbonne (2012)
- Musées royaux des beaux-arts de Belgique, Bruxelles (2012), Jef Geys — Kome
- Kome[7], Cneai, Chatou (2012)
- C’est aujourd'hui dimanche, tiens ma jolie Maman voilà des roses blanches, toi qui les aimes tant![7], Cneai (Centre National Édition Art Image), Chatou (2014)
- Passeports de vache, Galerie Air de Paris, Paris (2014)
- Lumière et architecture[7], Cneai, Chatou, (2014)
- S.M.A.K., Gand (2015)

## Muséographie
- ABC École de Paris, MuHKA, 1986[8]
- Lilas, 1965, S.M.A.K., Gand
- Jaune, rouge, bleu, etc., 1979, S.M.A.K., Gand